# Miguel de la Borda
Miguel de la Borda è un comune (corregimiento) della Repubblica di Panama situato nel distretto di Donoso, provincia di Colón, di cui è capoluogo. Si estende su una superficie di 318,1 km² e conta una popolazione di 2.326 abitanti (censimento 2010).